# ProjeKct One
Il ProjeKct One è stato, tra il 1997 e il 1999, un side project dei King Crimson, gruppo fondamentale nella storia del rock progressivo.
La formazione del gruppo comprendeva, oltre al leader indiscusso dei King Crimson Robert Fripp, il batterista Bill Bruford, Tony Levin al basso e allo stick e Trey Gunn, vecchio allievo di Fripp durante il periodo del Guitar Craft.
Il quartetto risultante consisteva di due terzi dell'allora formazione dei King Crimson. Il ProjeKct One rientrava in un progetto a più ampio respiro pensato da Robert Fripp come "laboratorio di sperimentazione" per la musica dei King Crimson; il risultato di questo progetto saranno i ProjeKcts, gruppi "frattali" dei King Crimson, formati da diversi sottoinsiemi dei membri dei King Crimson di quel periodo.
Il ProjeKct One si è esibito soltanto per quattro notti al Jazz Café di Londra. Bruford lasciò i King Crimson subito dopo la registrazione dei concerti del ProjeKct One, a causa di incomprensioni di carattere artistico con Fripp.

## Formazione
- Bill Bruford - batteria
- Robert Fripp - chitarra
- Trey Gunn - Warr guitar
- Tony Levin - Stick, basso elettrico

## Discografia
I tre live sono stati tutti registrati nel 1997
- 1999 - Live At The Jazz Café (pubblicato come parte del cofanetto di 4 CD The ProjeKcts)
- 2003 - Jazz Café Suite (edizione limitata pubblicata attraverso il King Crimson Collectors' Club)
- 2005 - London, Jazz Café, England - December 4, 1997